# Greenwood Heights
Greenwood Heights è un quartiere di Brooklyn, uno dei cinque distretti di New York. I confini del quartiere sono Prospect Expressway a nord, Gowanus Canal a ovest, Eighth Avenue a est e 39th Street a sud. Fa parte della Brooklyn Community Board 7.

## Trasporti
Il quartiere è servito dalla metropolitana di New York attraverso le stazioni 36th Street, 25th Street e Prospect Avenue della linea BMT Fourth Avenue, dove fermano i treni delle linee D, N e R. Attraverso il quartiere transitano anche alcune linee automobilistiche gestite da NYCT Bus.